# Mahtomedi
Mahtomedi és una població dels Estats Units a l'estat de Minnesota. Segons el cens del 2000 tenia 7.563 habitants.

## Demografia
Segons el cens del 2000, Mahtomedi tenia 7.563 habitants, 2.503 habitatges, i 2.027 famílies. La densitat de població era de 808,9 habitants per km².
Dels 2.503 habitatges en un 51,3% hi vivien nens de menys de 18 anys, en un 68,6% hi vivien parelles casades, en un 9,1% dones solteres, i en un 19% no eren unitats familiars. En el 15,3% dels habitatges hi vivien persones soles el 5,8% de les quals corresponia a persones de 65 anys o més que vivien soles. El nombre mitjà de persones vivint en cada habitatge era de 3,01 i el nombre mitjà de persones que vivien en cada família era de 3,36.
Per edats la població es repartia de la següent manera: un 34,6% tenia menys de 18 anys, un 5,3% entre 18 i 24, un 30,1% entre 25 i 44, un 22,5% de 45 a 60 i un 7,5% 65 anys o més.
L'edat mediana era de 36 anys. Per cada 100 dones de 18 o més anys hi havia 94,5 homes.
La renda mediana per habitatge era de 72.215 $ i la renda mediana per família de 81.923 $. Els homes tenien una renda mediana de 52.656 $ mentre que les dones 36.306 $. La renda per capita de la població era de 28.930 $. Entorn de l'1,6% de les famílies i el 2,7% de la població estaven per davall del llindar de pobresa.

## Poblacions més properes
El següent diagrama mostra les poblacions més properes.